# Balanoglossus australiensis
Balanoglossus australiensis is een diersoort in de taxonomische indeling van de Hemichordata. Het dier behoort tot het geslacht Balanoglossus en behoort tot de familie Ptychoderidae. De wetenschappelijke naam van de soort werd voor het eerst geldig gepubliceerd in 1894 door Hill.

## Beschrijving
Deze tot 100 cm lange, breekbare dieren komen wereldwijd voor en hebben een wormachtig lichaam met talrijke kieuwspleten. Ze leven in U-vormige woonbuizen in het zand van de getijdenzone. Ze hebben een erg trage voortbeweging.